# Thalgo Australian Women's Hardcourts 2000
Thalgo Australian Women's Hardcourts 2000 — жіночий тенісний турнір, що проходив на відкритих кортах з твердим покриттям в Голд-Кост (Австралія). Це був четвертий за ліком турнір, перед тим відомий під назвою Thalgo Australian Women's Hardcourts. Належав до турнірів 3-ї категорії в рамках Туру WTA 2000. Тривав з 2 до 8 січня 2000 року. Сьома сіяна Сільвія Талая здобула титул в одиночному розряді й отримала 27 тис. доларів США.

## Фінальна частина

### Одиночний розряд
Сільвія Талая —  Кончіта Мартінес, 6–0, 0–6, 6–4

### Парний розряд
Жюлі Алар-Декюжі /  Анна Курнікова —  Сабін Аппельманс /  Ріта Гранде, 6–3, 6–0